# Proboscidula
Genre
Proboscidula est un genre d'araignées aranéomorphes de la famille des Theridiidae.

## Distribution
Les espèces de ce genre se rencontrent en Angola et au Rwanda.

## Liste des espèces
Selon World Spider Catalog (version 16.0, 15/05/2015) :
- Proboscidula loricata Miller, 1970
- Proboscidula milleri Knoflach, 1995

## Publication originale
- Miller, 1970 : Spinnenarten der Unterfamilie Micryphantinae und der Familie Theridiidae aus Angola. Publicações culturais, Companhia de Diamantes de Angola, vol. 82, p. 75-166.